# Oserya
Genre
Oserya est un genre de plantes à fleurs appartenant à la famille des Podostémacées. Son aire de répartition naturelle se situe au nord de l'Amérique du Sud et on la trouve en Bolivie, au Brésil (centre-Nord et centre-Ouest), en Guyane française, en Guyane, au Suriname et au Venezuela.
Le nom du genre Oserya est en l'honneur d'Alexandre Victor Eugène Hulot d'Osery (1819-1846), géologue et ingénieur des mines français.

## Taxonomie
Il a été décrit et publié pour la première fois par Edmond Tulasne et Hugh Algernon Weddell en 1849. En 2011, le genre Noveloa a été séparé d' Oserya et était composé de deux espèces d'Amérique centrale : Oserya coulteriana et Oserya longiflora.
Les espèces suivantes sont incluses dans le genre selon Kew:
- Oserya biceps Tul. & Wedd.
- Oserya minima P.Royen
- Oserya perpusilla (Went) P.Royen
- Oserya pilgeri (Mildbr.) C.T.Philbrick & C.P.Bove
- Oserya sphaerocarpa Tul.